# Lasius uzbeki
Lasius uzbeki är en myrart som beskrevs av Seifert 1992. Lasius uzbeki ingår i släktet Lasius och familjen myror. Inga underarter finns listade i Catalogue of Life.